# 小二田誠二
小二田誠二（こにた せいじ、1961年 - ）は、日本の日本文学研究者。静岡大学教授。専門は日本の近世文学、および江戸時代の文化。

## 来歴
千葉県出身。1984年、埼玉大学教養学部日本文化コース卒業。1987年、学習院大学大学院人文科学研究科博士前期課程修了。1990年、学習院大学大学院人文科学研究科博士後期課程単位取得退学。同年に静岡大学人文学部専任講師を経て、1993年より静岡大学人文学部言語文化学科助教授。現在、静岡大学人文社会科学部言語文化学科教授。

## 著書・論文

### 著書

#### 共著
- 『駿府・静岡の芸能文化』、小二田誠二・上利博規、2003年
- 『駿府・静岡の芸能文化』第2巻、小二田誠二・上利博規、2004年
- 『駿府・静岡の芸能文化』第3巻、小二田誠二・上利博規、2005年

### 論文
- 「旧制静岡高等学校関係資料の整理作業に関する経過報告」（『地域研究』 3, 17-25, 2012年）
- 「真実は虚構であること」（『日本文学』 61(1), 34-43, 2012年）
- 「物語としての『おくのほそ道』」（『文学』 8(1), 169-180, 2007年）
- 「ジャーナリズムと小説と―戊辰戦争期の新聞から」（『国文学』、学燈社, 50/6, 102-108, 2005年）
- 「江戸戯作の『連載』構想」（『日本文学』, 53/11, 2-10, 2004年）
- 「軍記から戦争報道へ―『東山新聞』の位相」（『江戸文学』, 29/, 158-170, 2003年）
- 「ニュース言語の江戸・明治」（『文学』, 4/1, 70-83, 2003年）
- 「実体小説は小説か―事実と表現への試論」（『日本文学』, 50/12, 31-39, 2001年）
- 「根本仏教説話のリアリティ―『死霊解脱物語聞書』再考」（『江戸小説と出版メディア』、笠間書院, 124-137, 2001年）
- 「歴史・伝説・実録・小説―二つの地蔵譚から」（『国文学』、学燈社, 46/7, 107-113, 2001年）
- 「『おくのほそ道』「汐越の松」」（『日本文学』, 48/8, 58-62, 1999年）
- 「中村先生のこと」（『富士フェニックス論叢』 特別号, 51-52, 1998年）
- 「怪談もの実録の位相―『四谷雑談』再考」（『近世文学俯瞰』、汲古書院, 275-294, 1997年）
- 「ヨミの口演―江戸軍談から実録類まで＜由井正雪の場合＞」（『講座日本の伝承文学』、三弥井書店, 4/, 167-185, 1996年）
- 「平井権八伝説と実録・読本」（『日本文学』, 43/2, 43-53, 1994年）
- 「事実（てん）から小説（せん）へ―膏薬奴の敵討を素材に」（『江戸文学』, 8/, 71-86, 1992年）
- 「『盟三五大切』  -南北作品論へのアプローチ」（『靜大国文』 35, 18-32, 1991年）
- 「本所 為永春水『春色梅児誉美』」（『国文学 解釈と教材の研究』 35(9), p96-98, 1990年）
- 「仇討小説試論」（『日本文学』, 38/8, 75-83, 1989年）
- 「録体小説の人物像 -『天一坊実記』を中心に」（『日本文学』 37(8), p30-39, 1988年）
- 「実録体小説の生成 -天一坊1件を題材として」（『近世文芸』 (48), p24-39, 1988年）
- 「実録体小説の原像 -『皿屋舗弁疑録』をめぐって」（『日本文学』 36(12), p49-59, 1987年）